# Wangerland
Wangerland is een gemeente in de Duitse deelstaat Nedersaksen. De gemeente maakt deel uit van de Landkreis Friesland. Het telt 9.142 inwoners.
De gemeente Wangerland heeft een oppervlakte van 176 km² en is daarmee, gemeten naar oppervlakte, de grootste gemeente van Friesland, en een van de grootste gemeenten van Duitsland. De gemeente werd gevormd in 1971 na de fusie van de vroegere gemeenten Hohenkirchen, Minsen en Tettens. In het westen grenst Wangerland aan de gemeente Wittmund, in het zuiden aan Jever, Schortens en Wilhelmshaven.
Wangerland heeft een overwegend landelijk karakter. Het is een vlak landschap met dorpen en gehuchten, gebouwd op terpen, hier warften genoemd, met op de terp vaak een middeleeuwse kerk. Daar verreweg de meeste christenen in de gemeente evangelisch-luthers zijn, zijn deze kerkjes in het algemeen ook luthers.
Wangerland is ook de benoeming van een voormalige Friese gouw op het gebied van het huidige Wangerland. Tot het historische Wangerland behoort ook het eiland Wangerooge, dat samen met het onbewoonde Minsener-Oldoog een zelfstandige gemeente vormt.

## Indeling

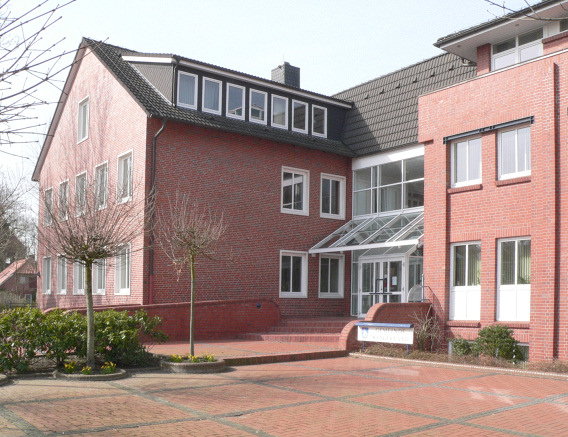
Gemeentehuis te Hohenkirchen

Plattegrond van de gemeente op Google Maps, in- en uitzoombaar:www.google.com/maps/place/26434+Wangerland/
De gemeente omvat ruim 20 dorpen en gehuchten, waarvan sommige alleen als Ortsteile gelden terwijl anderen samen één  der 17 Ortsteile  (in onderstaande lijst vet gedrukt) vormen. De indeling is speciaal aan de Duitse Wikipedia in 2015 door de burgemeester van Wangerland uiteengezet. De indeling in Ortsteile heeft in de praktijk alleen betekenis voor als er in Duitsland een volkstelling wordt gehouden.
- Altgarmssiel, een in 1535 gesticht dorpje dat tot 1640 een haventje had; 3 km ten W (westen) van Hohenkirchen
- Förrien, in feite één geheel met Minsen, 1 km van zee, 2 km ten W van Schillig
- Friederikensiel
- Haddien, 3 km ten WZW van Hooksiel, een op een warft liggend gehucht met minder dan 100 inwoners. In 1872 werden bij opgravingen 14e-eeuwse sieraden gevonden.[2]
- Hohenkirchen, zetel van het gemeentebestuur
- Hooksiel,een ruim 2.000 inwoners tellend dorp met grootschalig strandtoerisme
- Horum, in 1542 vermeld als: „up den hoern“, op de "heurne", wat landtong/ hoek betekent; in 1988 verrees op de plaats van de voormalige melkfabriek een hotel. Het dorpje ligt tussen Minsen en Horumersiel; er is enig toerisme.
- Horumersiel, vaak als één geheel met  Schillig beschouwd
- Middoge
- Minsen, waarop de in het gemeentewapen voorkomende zeemeermin zich volgens de sage zou hebben gewroken
- Neugarmssiel
- Oldorf
- Pakens
- Sankt Joost, inclusief het 2 km oostelijker, aan de Jadedijk gelegen St. Joostergroden, 3 km ten NNW van Hooksiel: het dorp bezit een 15e-eeuws aan Sint Judocus gewijd kerkje met fraai orgel.
- Schillig, een badplaats als het ware op de hoek van  de Waddenzee en de Jadeboezem
- Tettens , waarvan de dorpskerk een zeer bezienswaardig interieur heeft
- Waddewarden
- Westrum
- Wiarden
- Wiefels
- Wüppels

## Ligging en infrastructuur
De dichtstbijzijnde autosnelweg is de Autobahn A29 Oldenburg - Wilhelmshaven.  Vanuit de noordelijke wijken van Wilhelmshaven bereikt men Hooksiel na circa 10 km rijden in noordelijke richting.
Het dichtstbijzijnde spoorwegstation staat in de zuidwestelijke buurgemeente Jever. Een voormalige marinespoorlijn Jever- Tettens- Carolinensiel is in 1949 opgeheven en verwijderd.
De gemeente is per openbaar vervoer bereikbaar via buslijnen van en naar Jever en  Wilhelmshaven, o.a. vanaf het busstation te Hooksiel. In de vakantieperiode rijden er met name vanuit Jever extra bussen naar de belangrijkste toeristische attracties. In de gemeente bestaan verder school- en belbusdiensten om de talrijke dorpjes te ontsluiten.
De gemeente, met name Hooksiel, ligt dicht bij de industrie- en oliehavens van Wilhelmshaven in de tot die stad behorende polder van Voslapp. Dit heeft in het verleden regelmatig tot belangenconflicten tussen de industriële ontwikkeling van Wilhelmshaven en de recreatiebelangen (pleziervaart) van Hooksiel geleid. Regelmatig vindt hierover tussen Wangerland en haar zuidelijke buurgemeente Wilhelmshaven overleg plaats.

## Economie
De gemeente is economisch in belangrijke mate afhankelijk van het zee- en strandtoerisme, zie ook Hohenkirchen,  Hooksiel en Schillig.
Ook de agrarische sector is van belang. Van het 15.124 ha agrarisch gebied is 1/3 in gebruik als akkerland en 2/3 als grasland, waar voornamelijk veehouderij plaatsvindt.
De geografisch-klimatologische ligging (vlak land aan zee, waar relatief vaak veel wind staat) heeft bewerkt, dat in de gemeente veel windturbines staan voor de opwekking van elektriciteit.
Enkele dorpen, met name het dicht bij Wilhelmshaven gelegen Hooksiel, beschikken over kleine industrieterreinen voor lokaal en regionaal midden- en kleinbedrijf.

## Geschiedenis
De gemeente wordt, zoals geheel Oost-Friesland, gekenmerkt door dorpen en gehuchten, gebouwd op terpen, hier warften genoemd, met op de terp vaak een middeleeuwse kerk. De oudste van deze terpen zijn al rond het begin van de jaartelling gebouwd. In de middeleeuwen werd het gebied door talrijke rampzalige stormvloeden geteisterd. Vanaf de 16e eeuw begon de terugwinning van het land door inpoldering.
Politiek is de gemeente verbonden geweest met in de 14e en 15e eeuw de lotgevallen van Friese hoofdelingen, en na de Reformatie (waarvan het blijvend effect was, dat bijna alle christenen in de gemeente protestants, in het algemeen evangelisch-luthers zijn geworden) het Graafschap Oldenburg, en vanaf de 19e eeuw het Groothertogdom Oldenburg.
Zie verder de artikelen over de afzonderlijke dorpen.

## Toeristische attracties, natuurschoon, bezienswaardigheden
- Grootschalig strandtoerisme en watersportrecreatie, met ruime verblijfsmogelijkheden op campings en in hotels en pensions,  is vooral mogelijk in de badplaatsen in de gemeente. Zie vooral onder Horumersiel, Hooksiel en Schillig. Ook het meer landinwaarts gelegen hoofdddorp Hohenkirchen is toeristisch ontwikkeld.
- Buitendijks, onder andere bij Winsen, bevinden zich zoutmoerasreservaten, onder andere  dat met de naam Elisabeth-Außengroden. Deze kwelders behoren tot het Nationaal Park Nedersaksische Waddenzee. Vanuit enkele badplaatsen is op de Waddenzee bij laag water wadlopen in excursieverband mogelijk.
- Bezienswaardig is het veelzijdige bezoekerscentrum voor het Nationaal Park Nedersaksische Waddenzee in het dorp Minsen, met ook een klein museum en aquarium. Ook wordt er voorlichting gegeven over de in de streek opgewekte windenergie.
- Oude dorpskerken, vaak boven op een wierde (Warft) gelegen: zie onderstaande afbeeldingen, en beschrijvingen in de artikelen over de afzonderlijke dorpen.
- Vanuit het recreatiecentrum Wangermeer bij Hohenkirchen zijn 5 fietsroutes doorheen de gemeente uitgezet, zie onderstaande weblink.

## Afbeeldingen

### Oude kerken e.d.

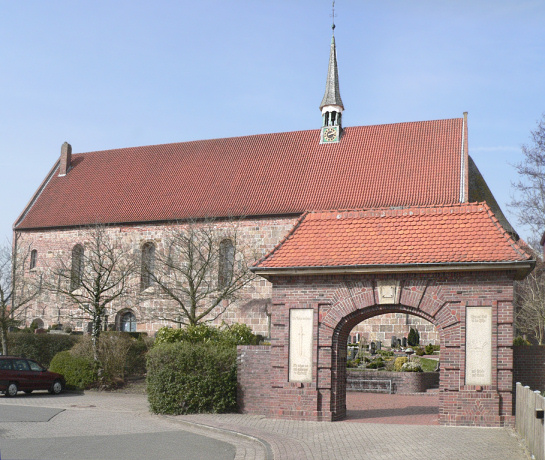
Sixtus- en Siniciuskerk te Hohenkirchen
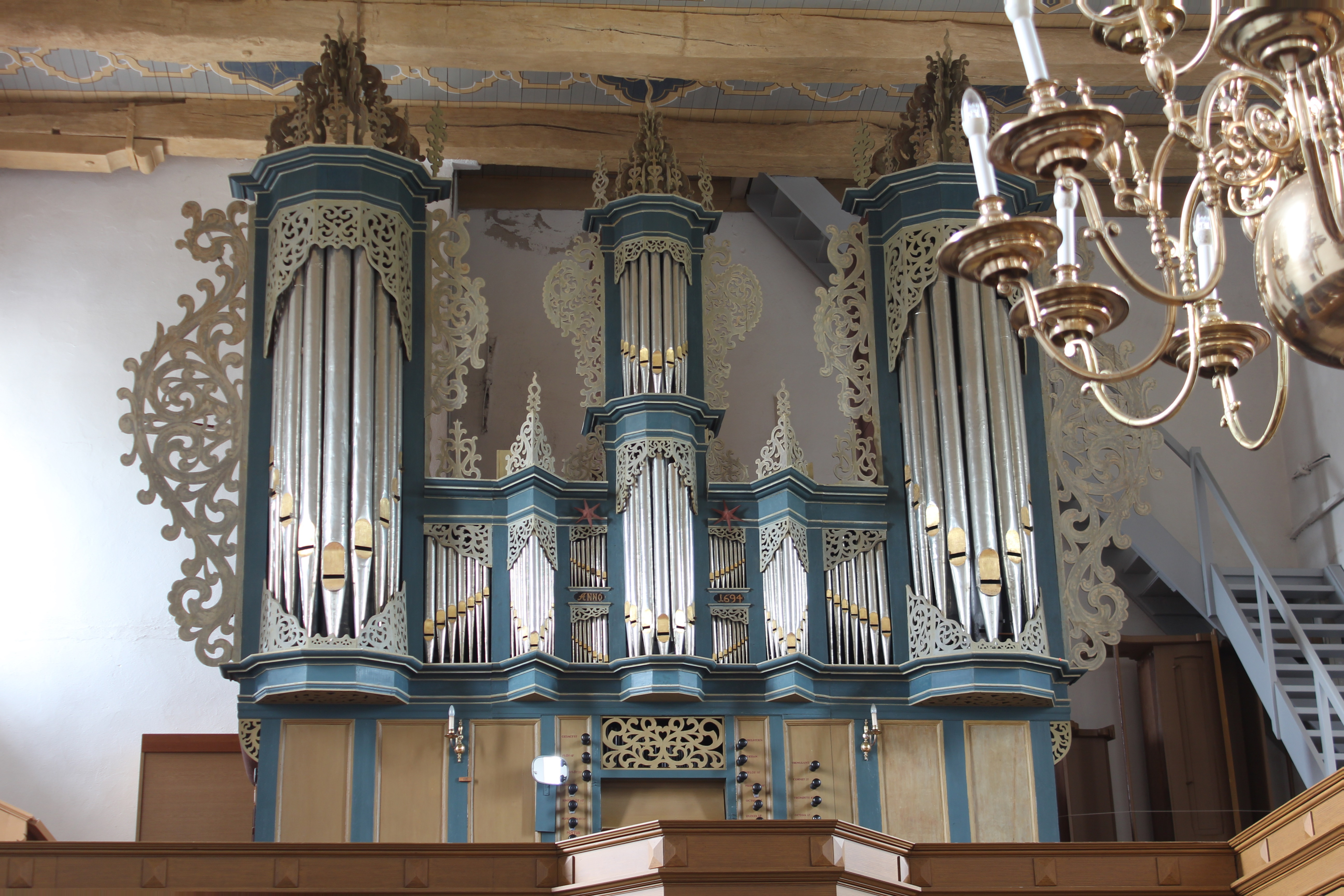
Orgel (1694) in deze kerk
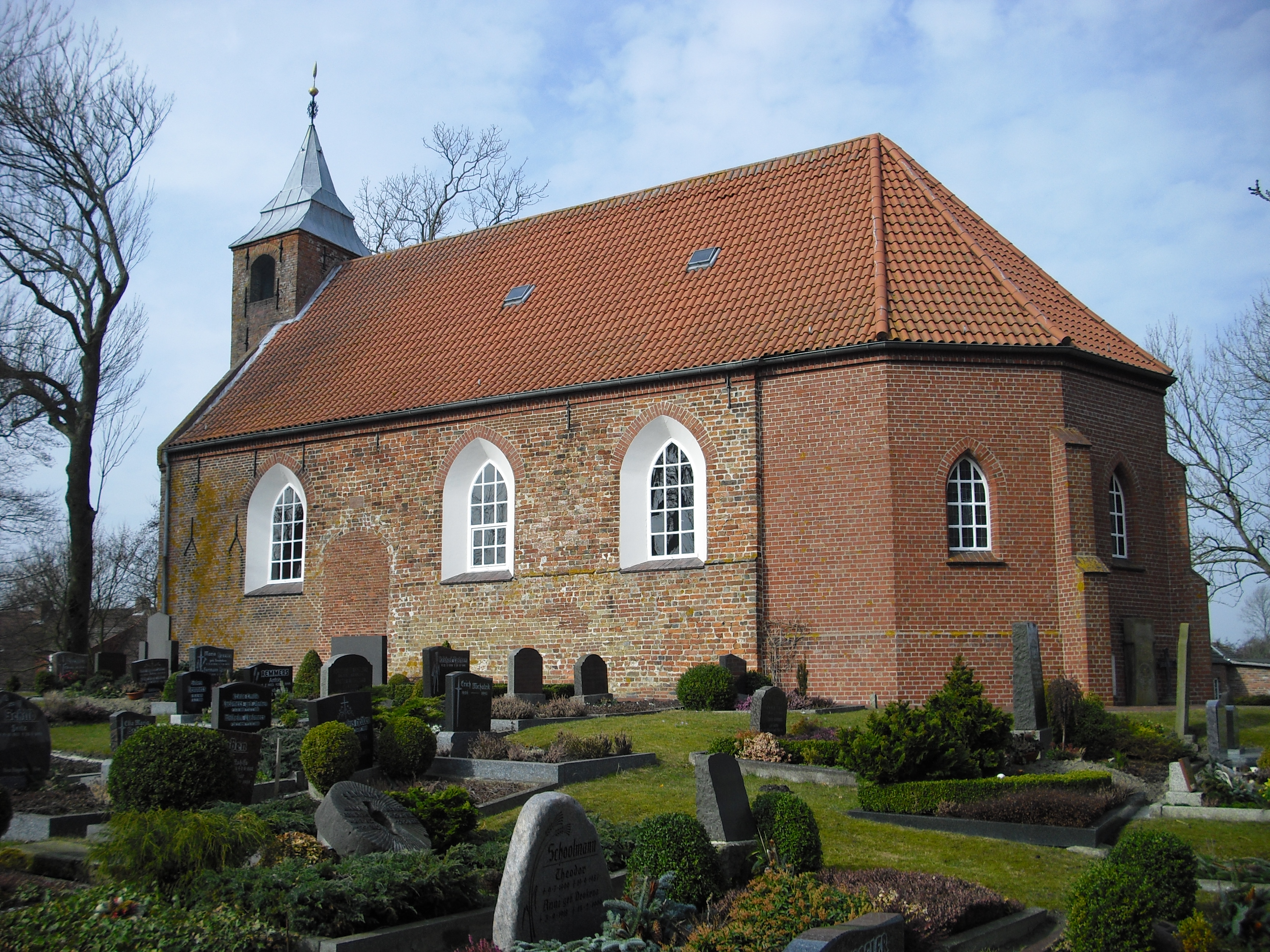
Kerkje van Middoge
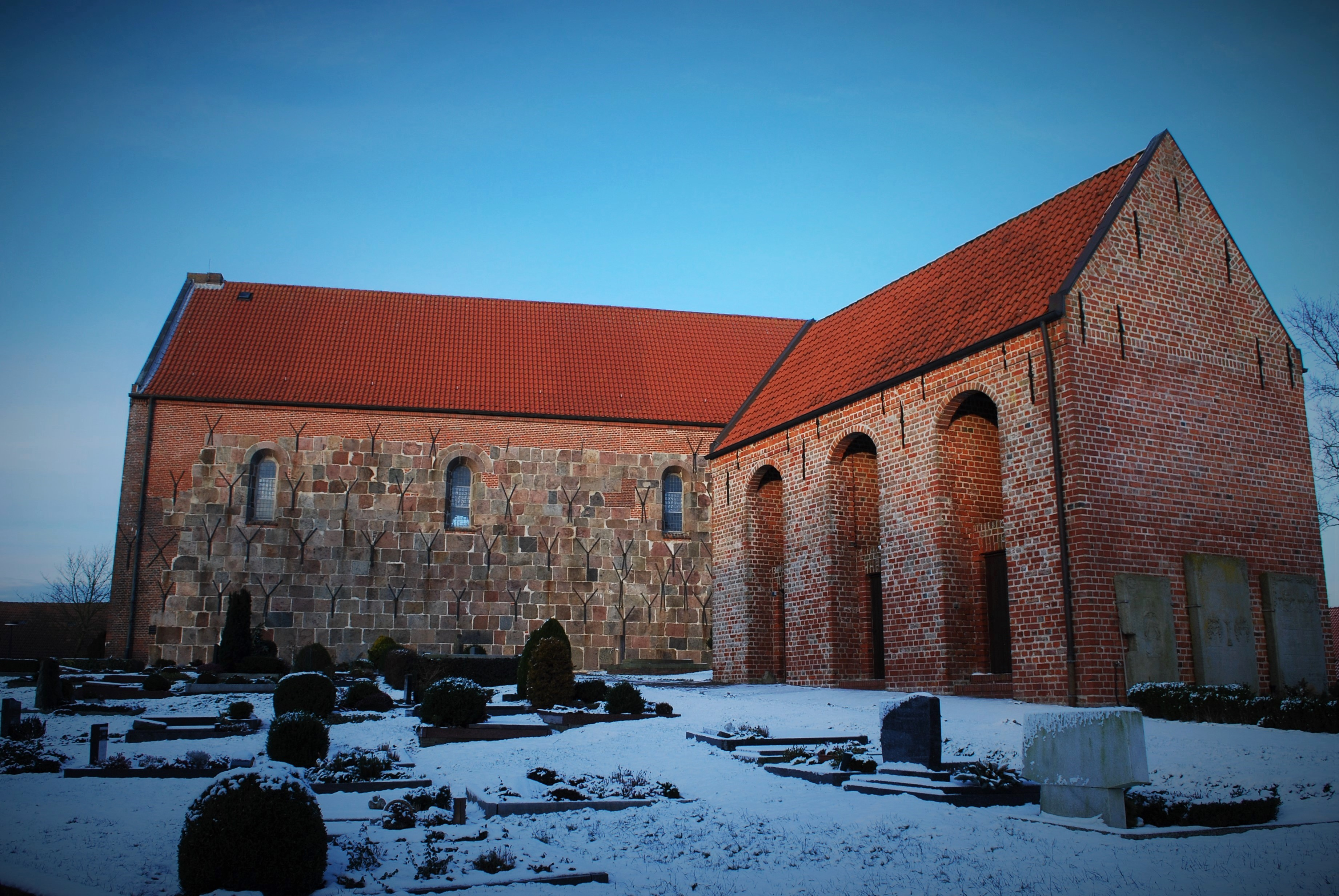
Dorpskerk Minsen
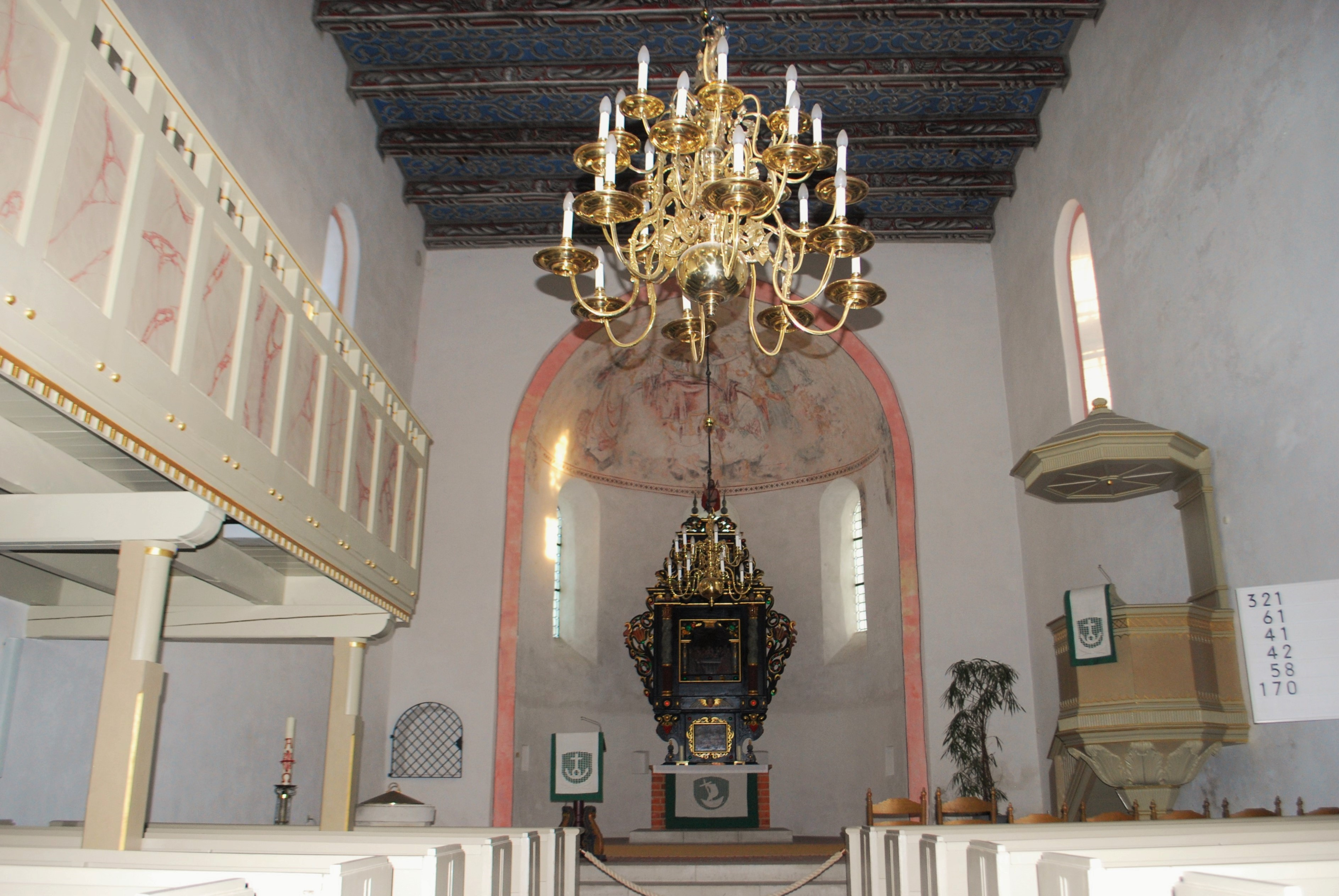
Interieur van deze kerk
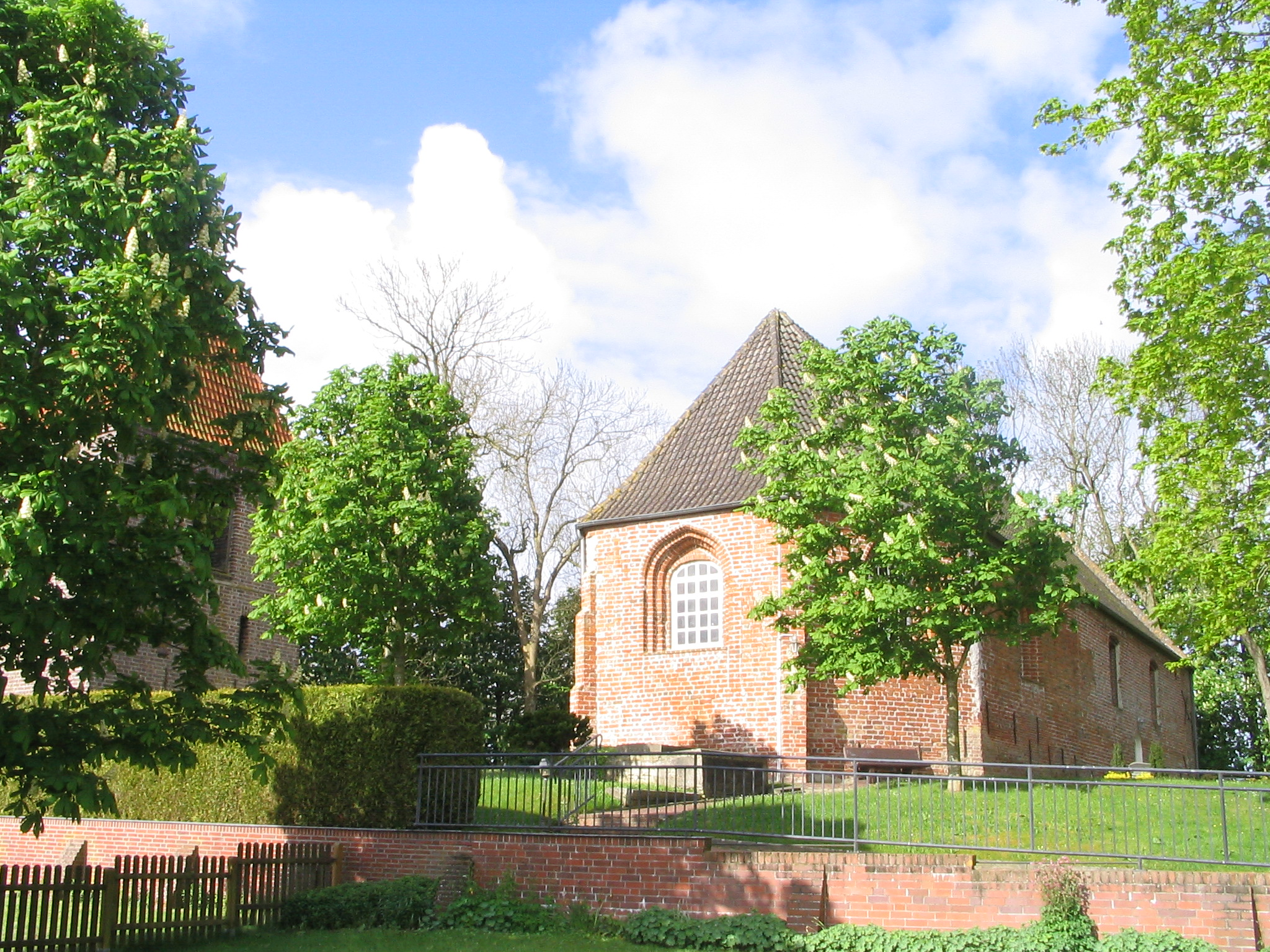
De Mariakerk van Oldorf
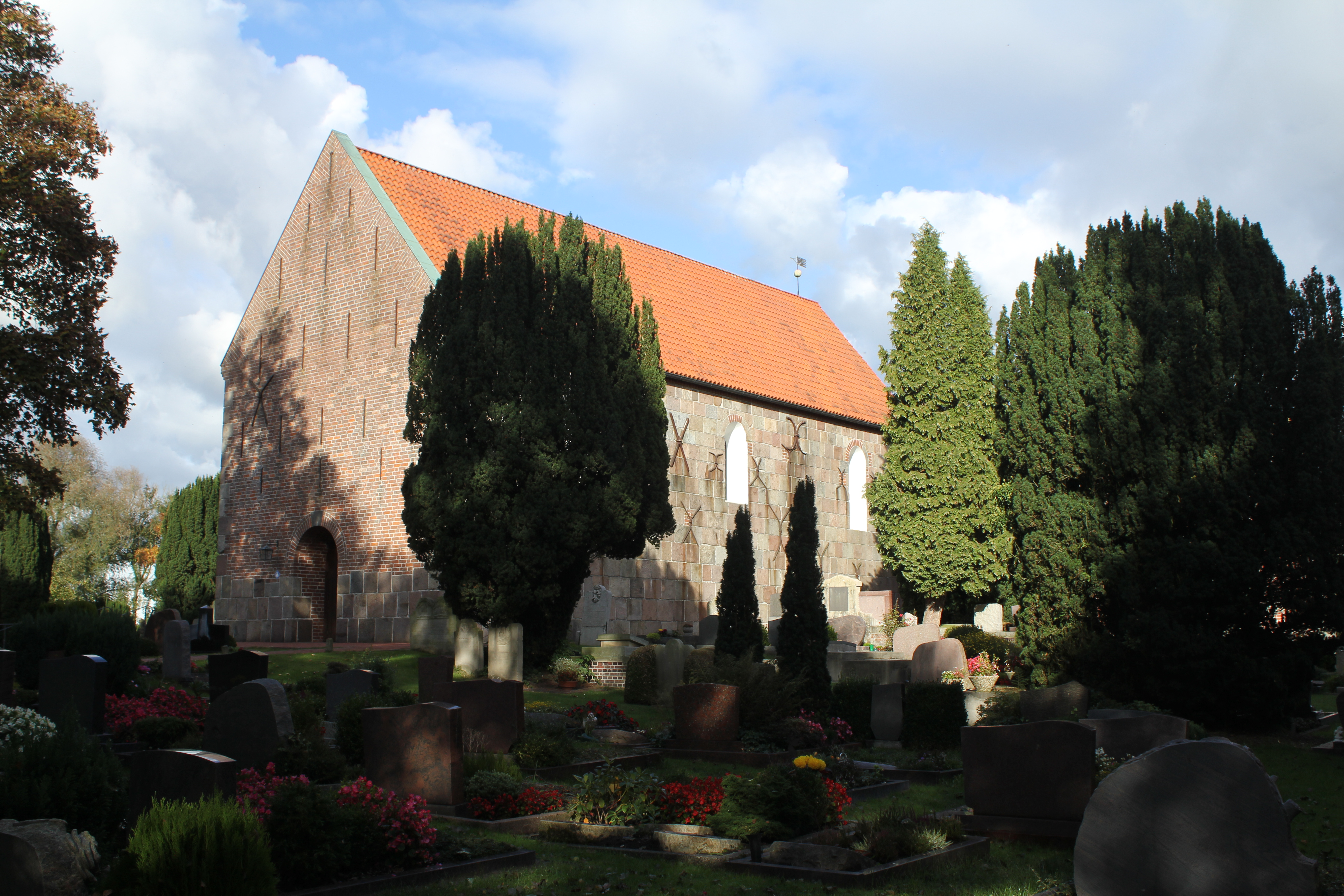
Pakens, 13e-eeuwse Heilig-Kruiskerk
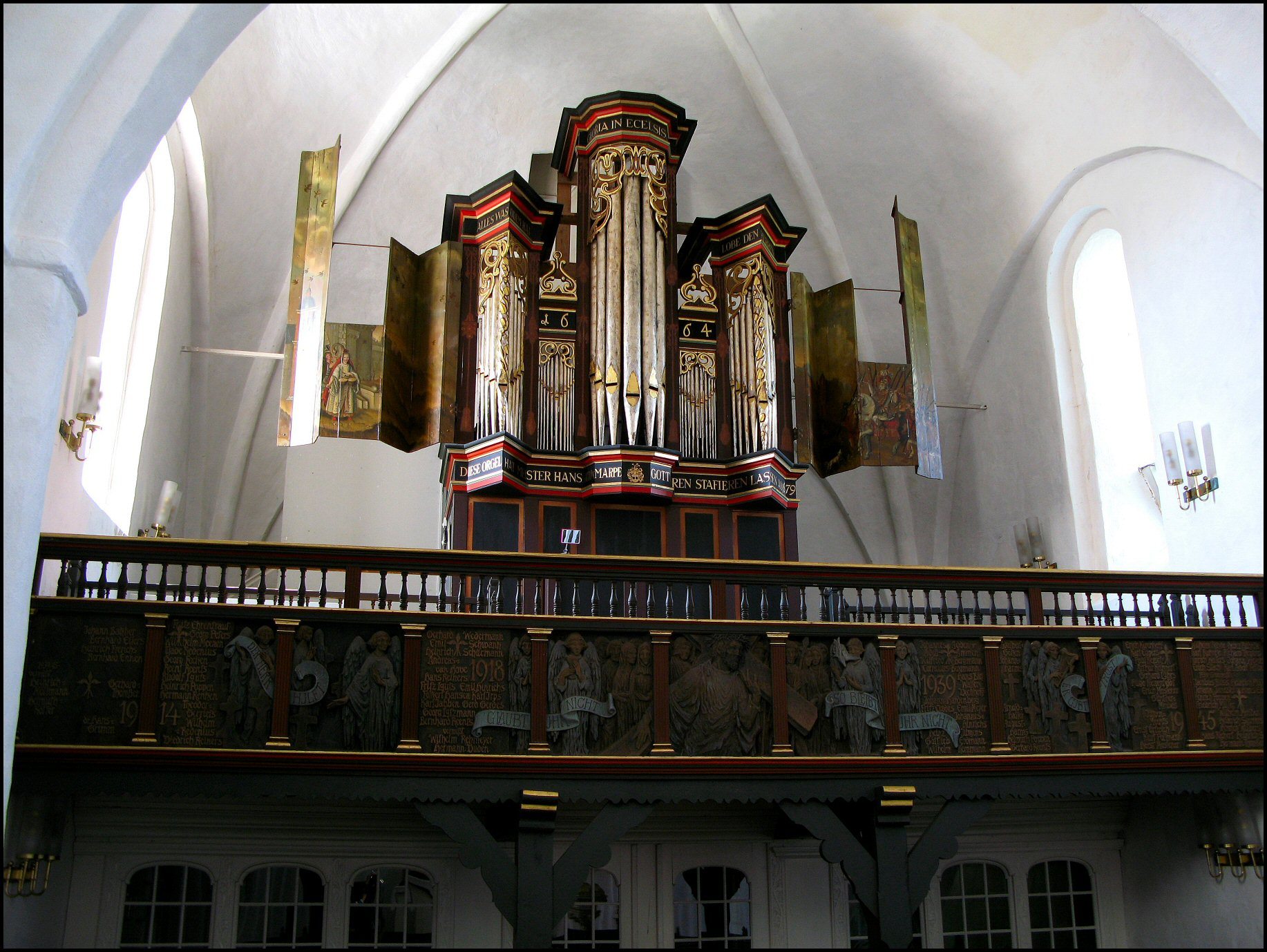
Orgel H. Kruiskerk te Pakens
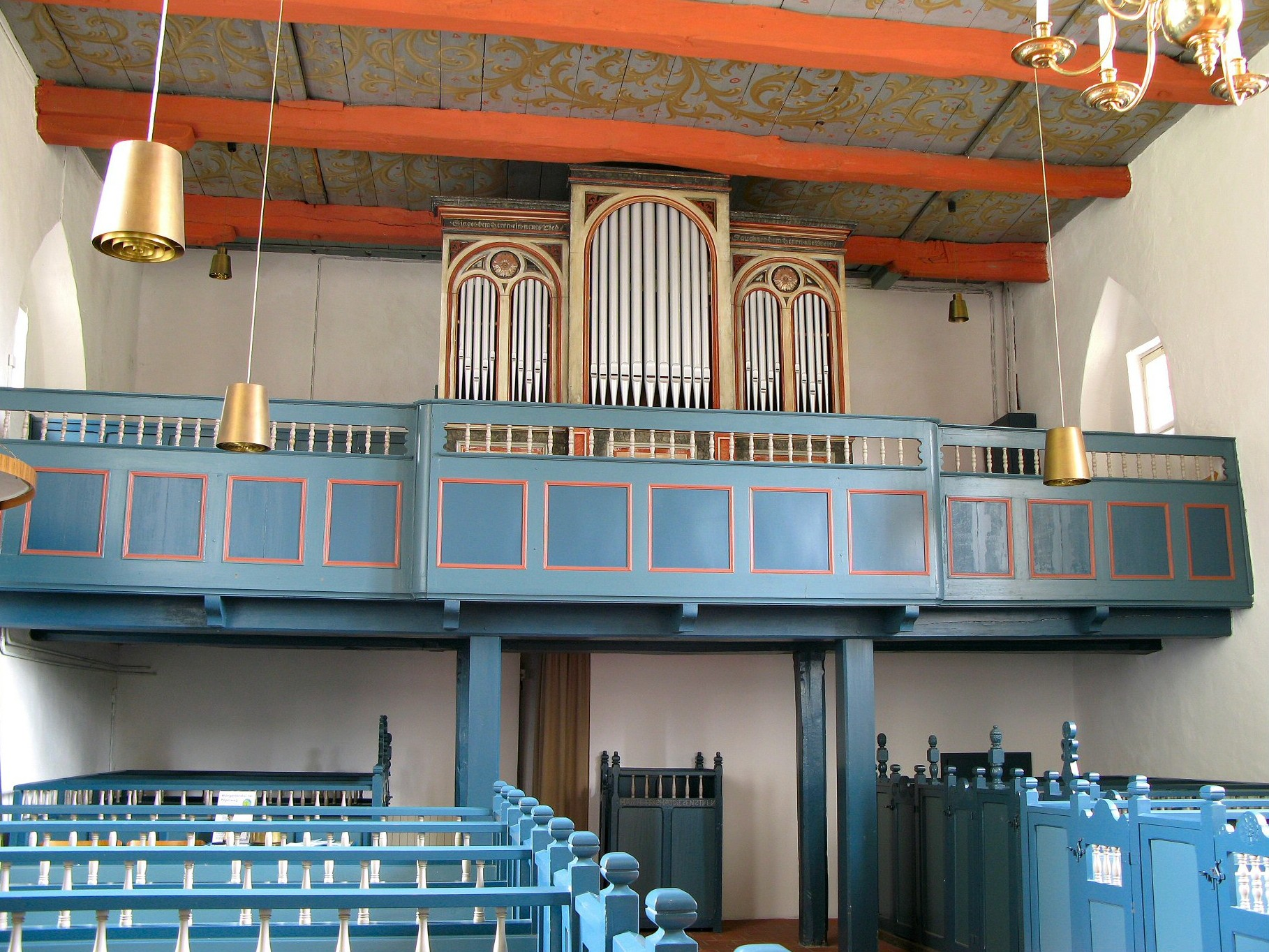
Orgel St. Jodocuskerk, Sankt Joost
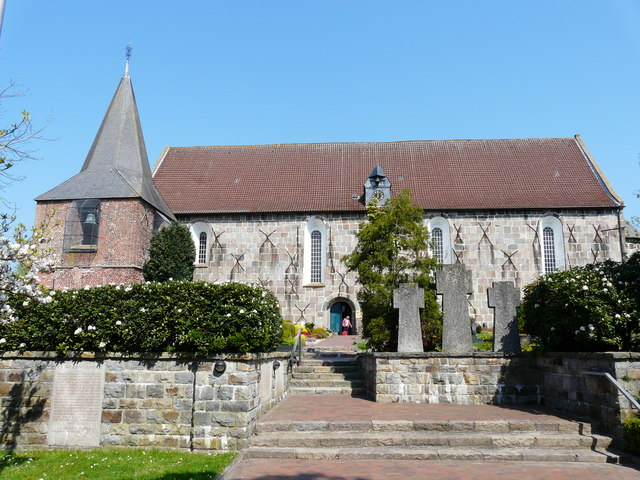
Sint-Martinuskerk (Tettens)
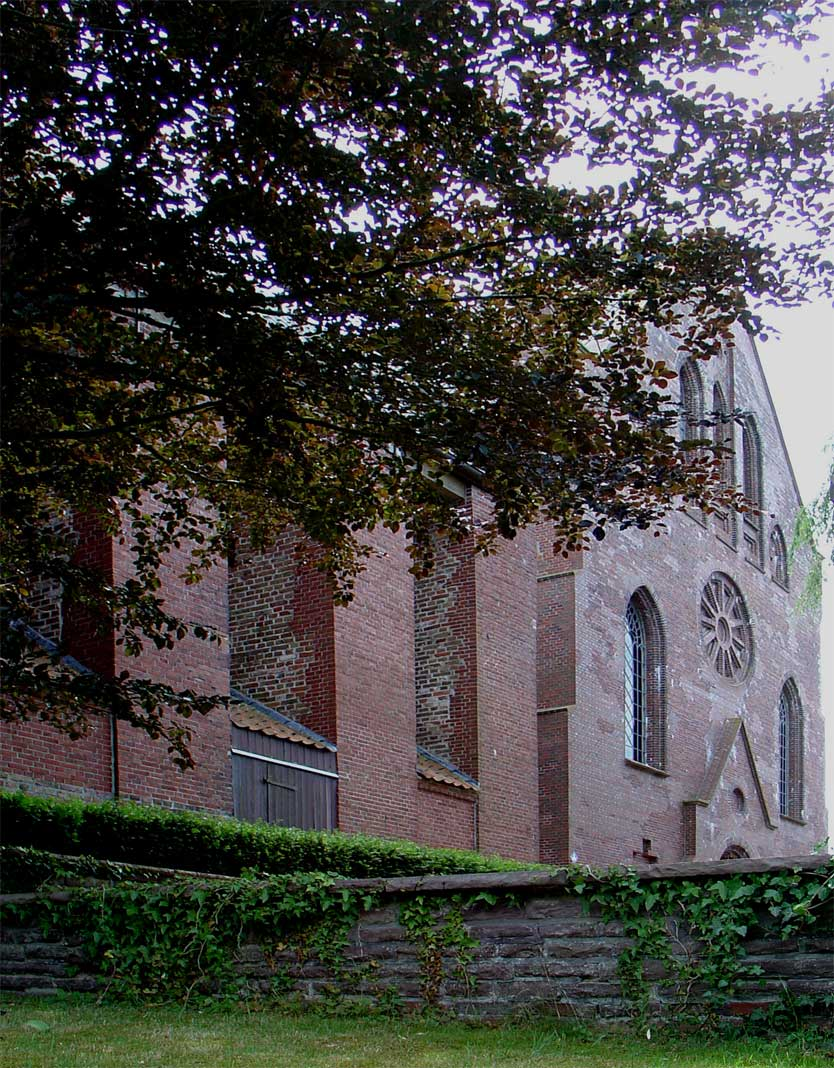
Johanneskerk te Waddewarden
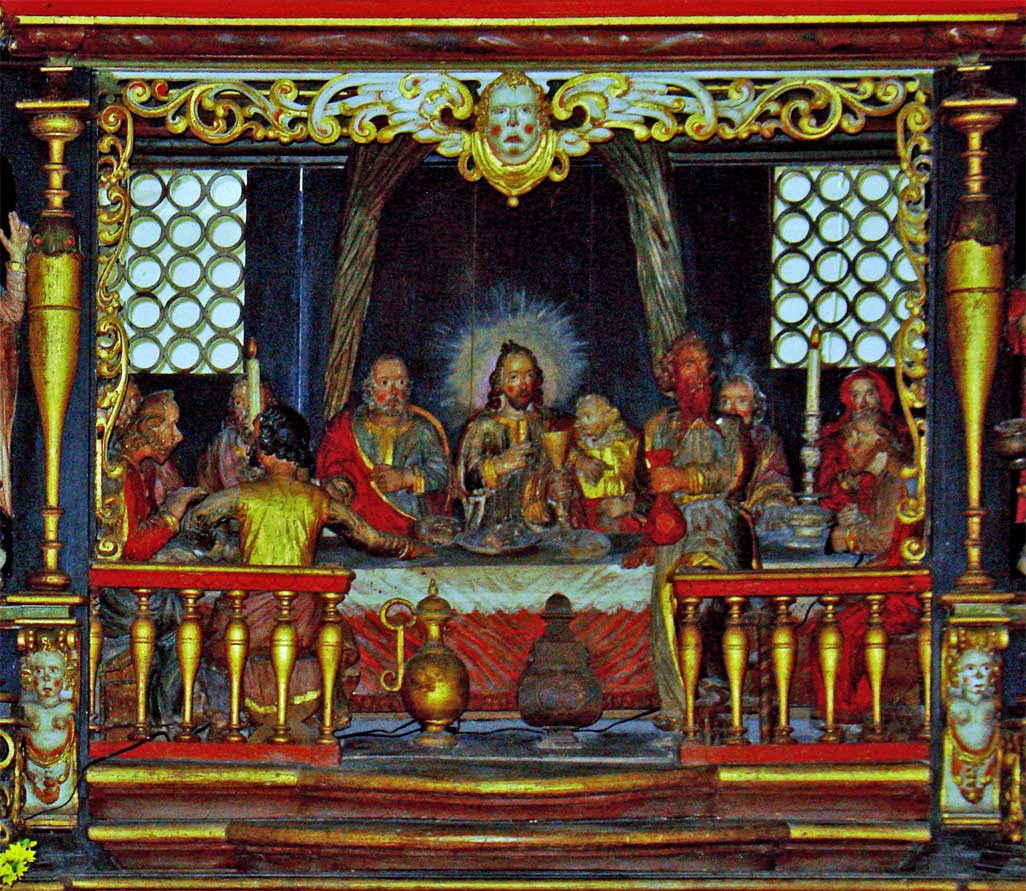
Retabel in deze kerk
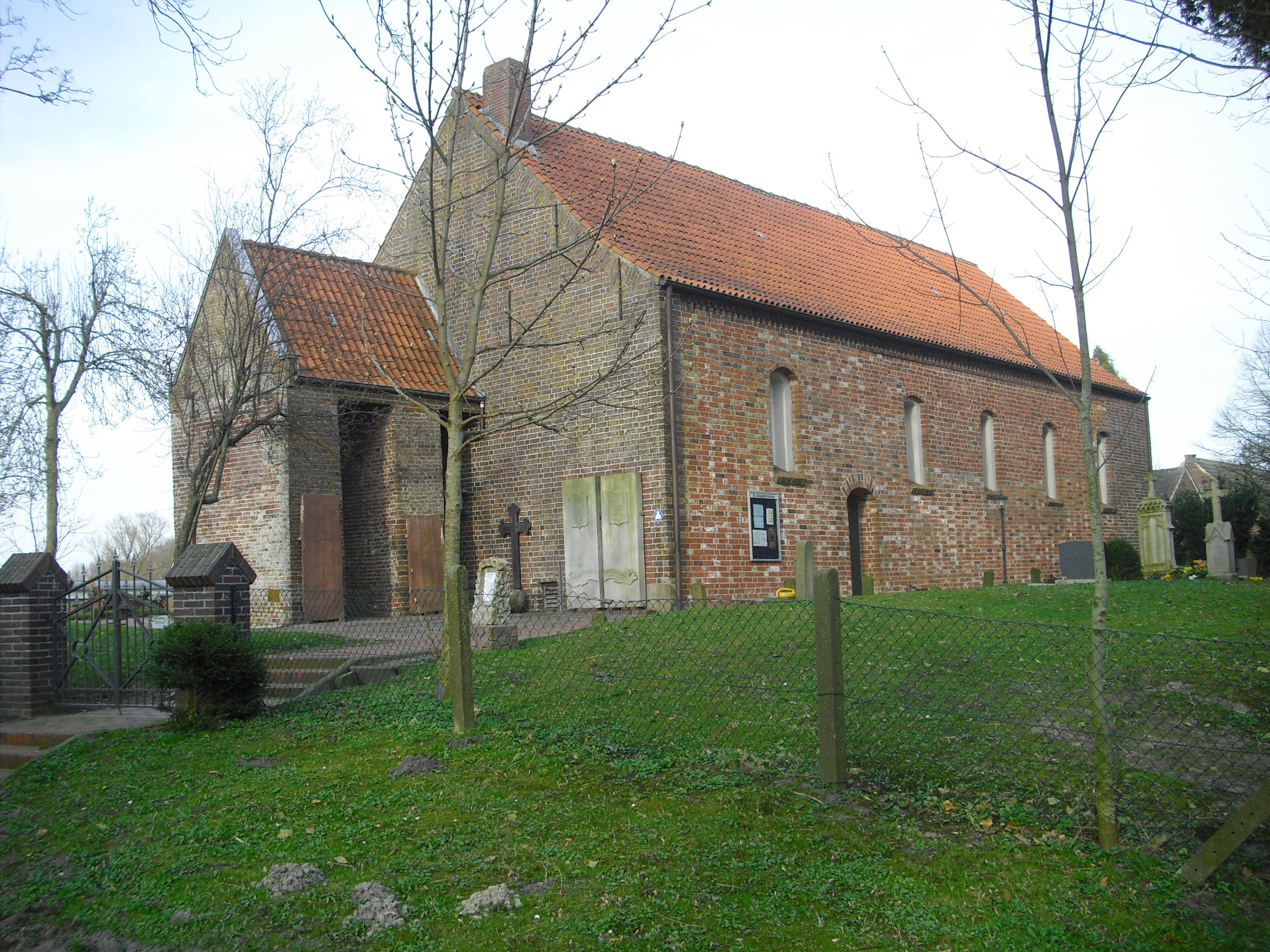
Sint-Elisabethkerk (Westrum)
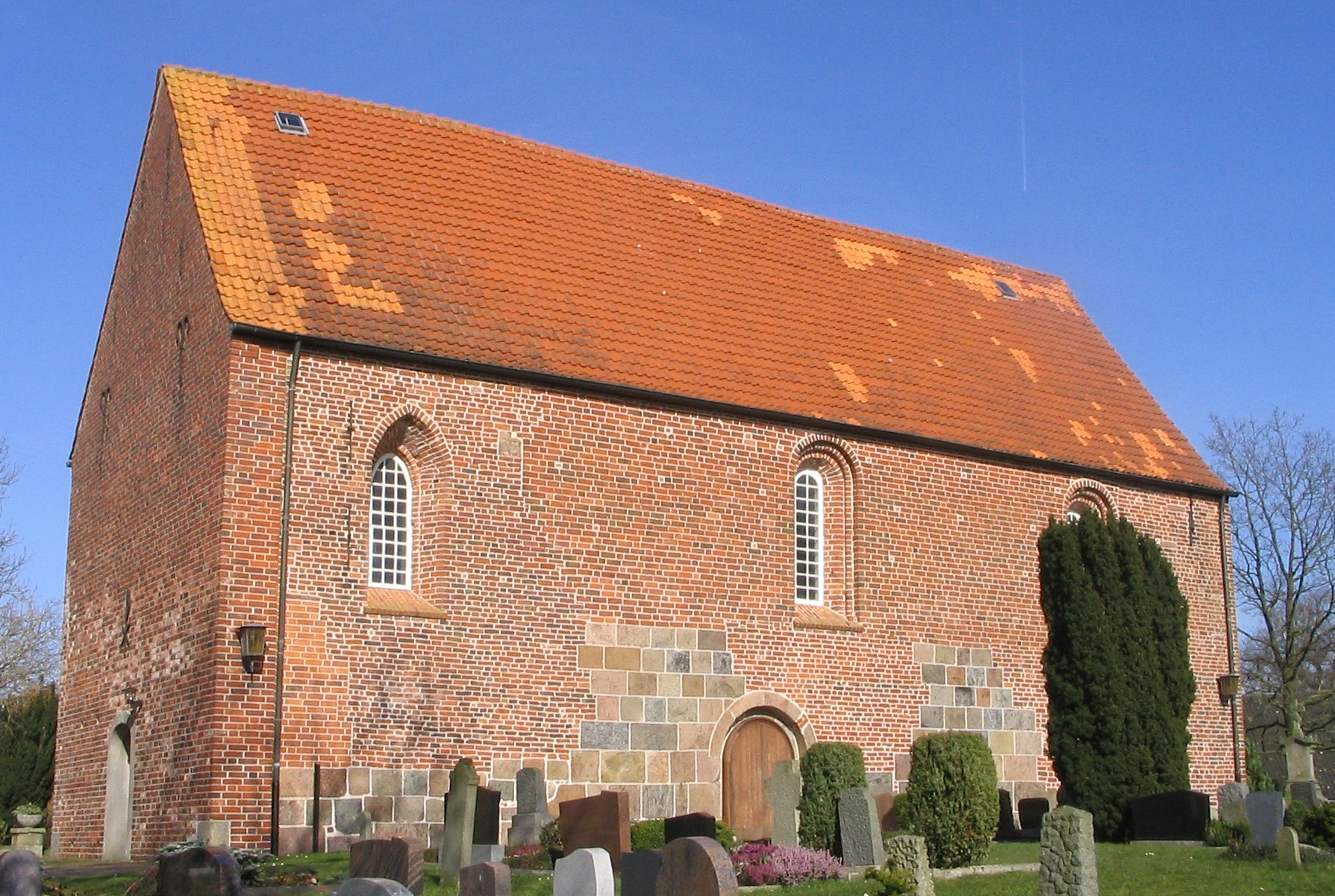
Kerkje van Wiefels
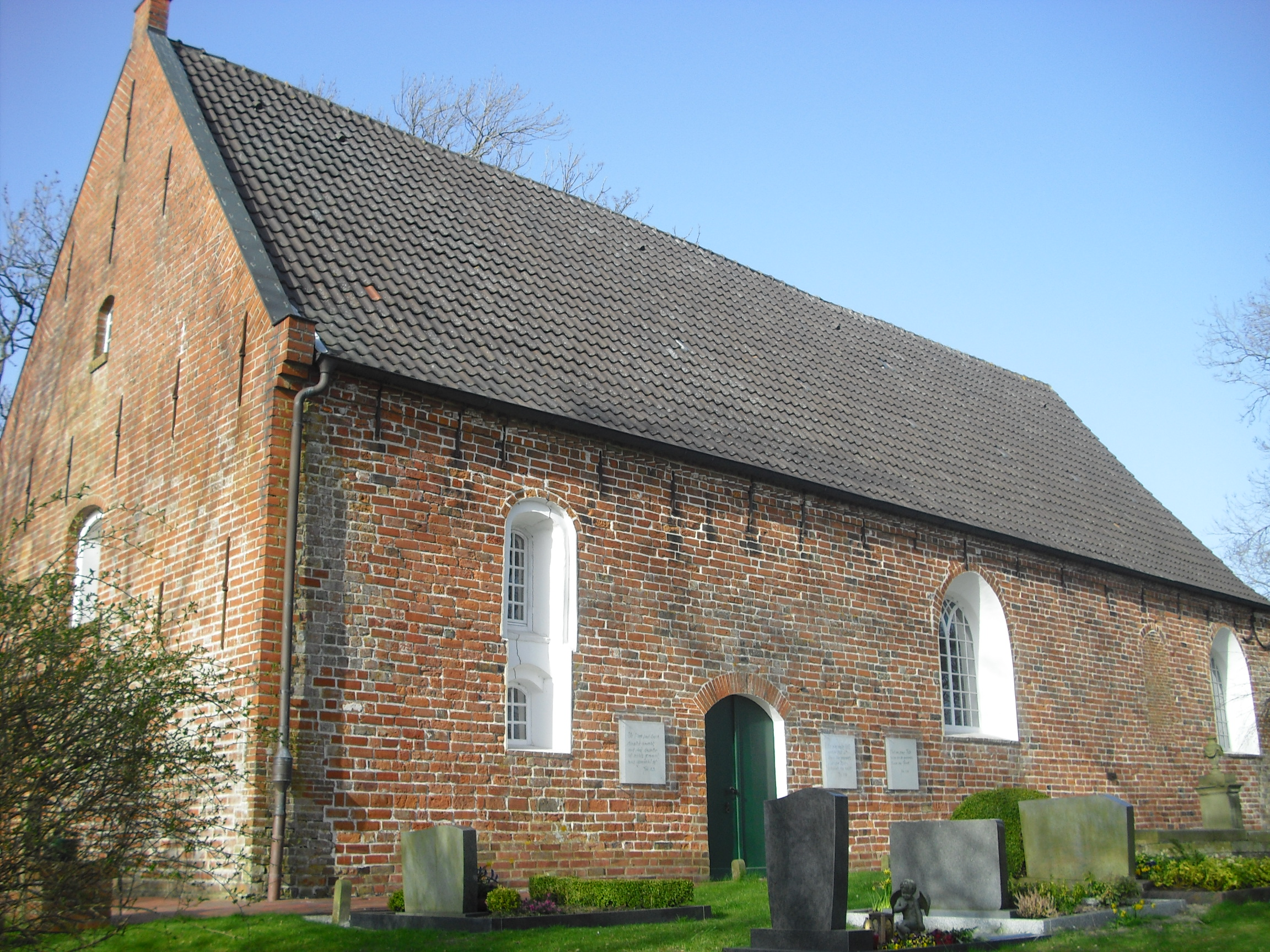
Dorpskerk Wüppels

### Overige

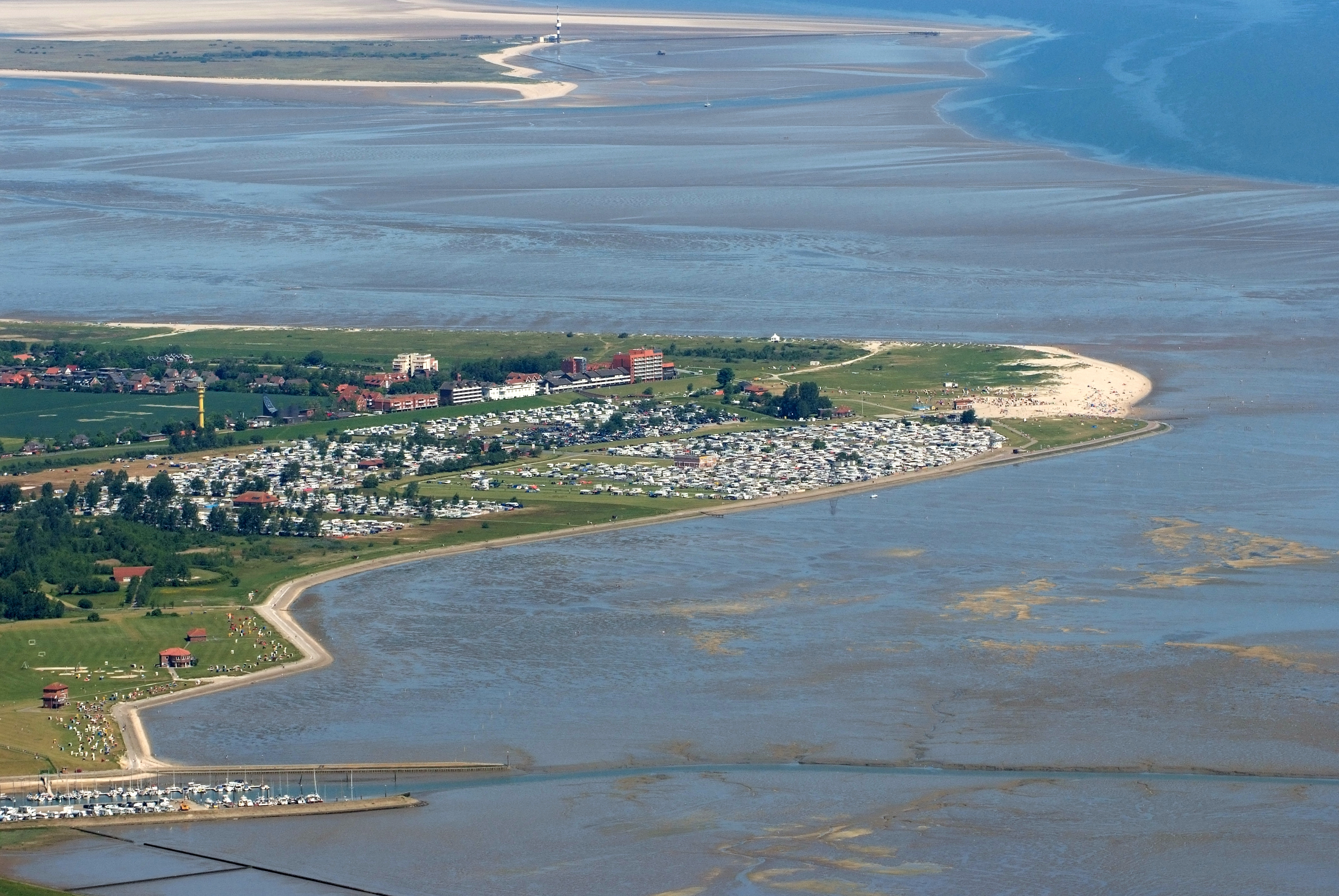
Schillig
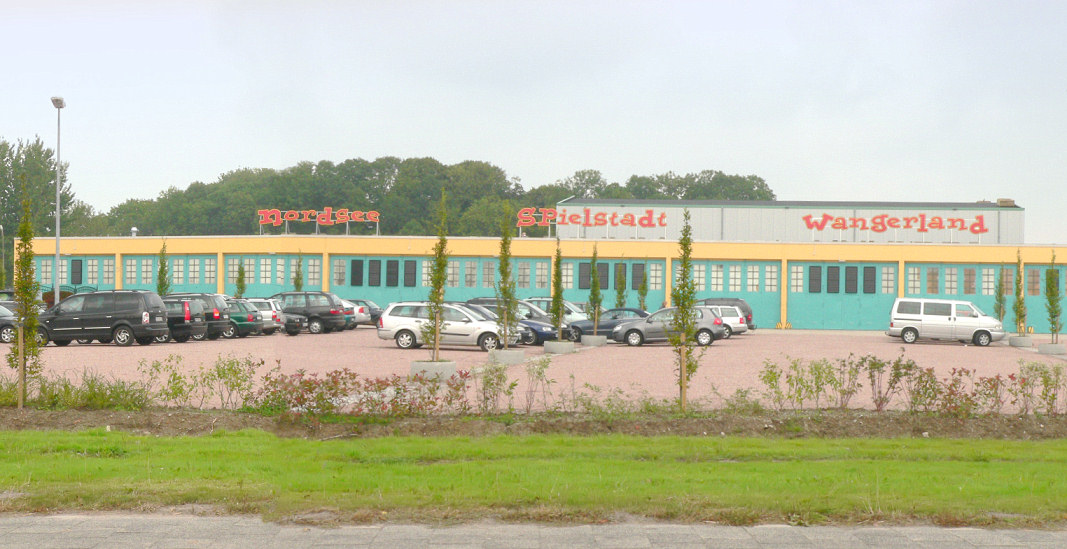
Overdekt recreatiecentrum Nordsee Spielstadt Wangerland bij Hohenkirchen
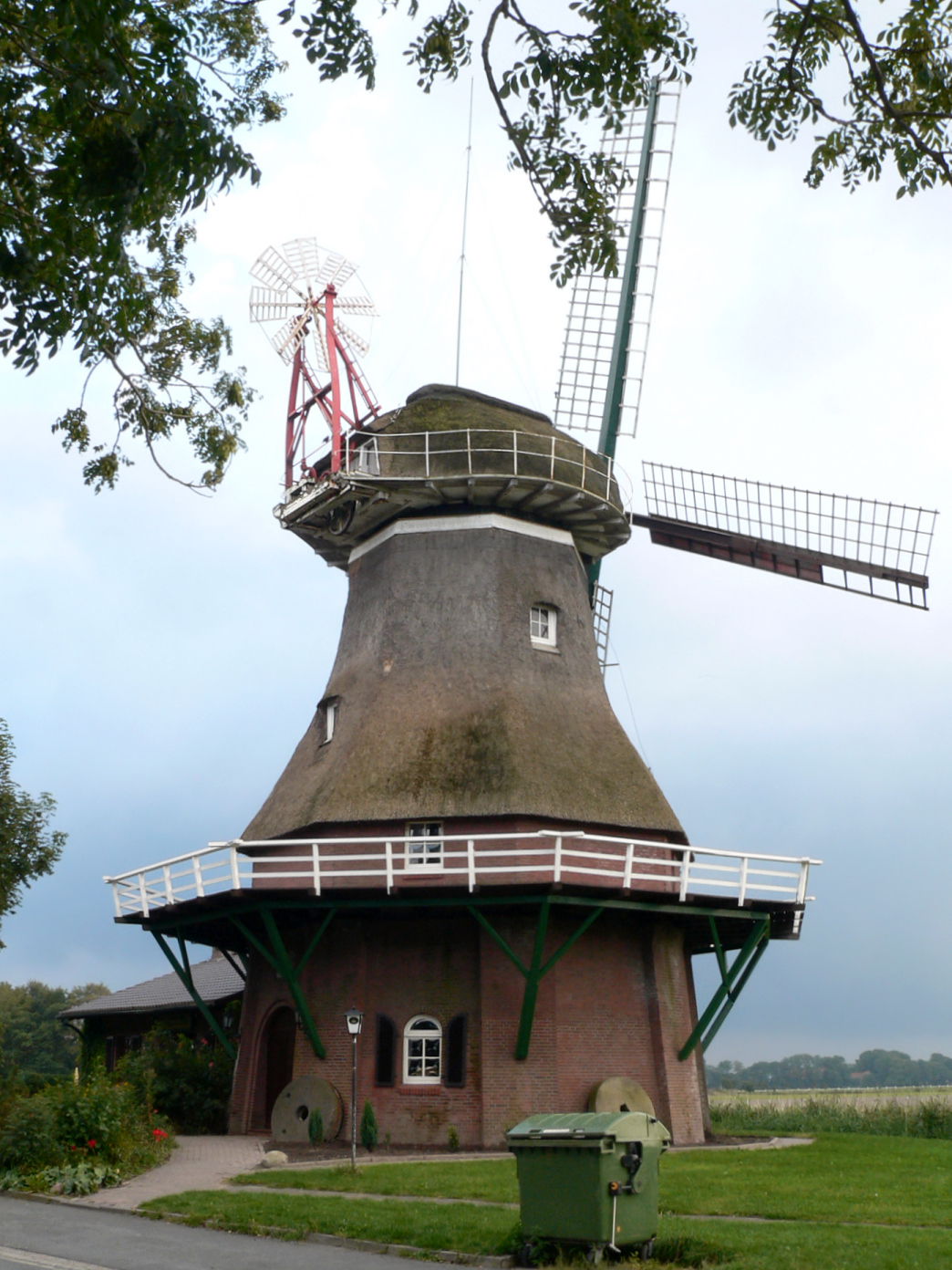
Stumpenser Mühle
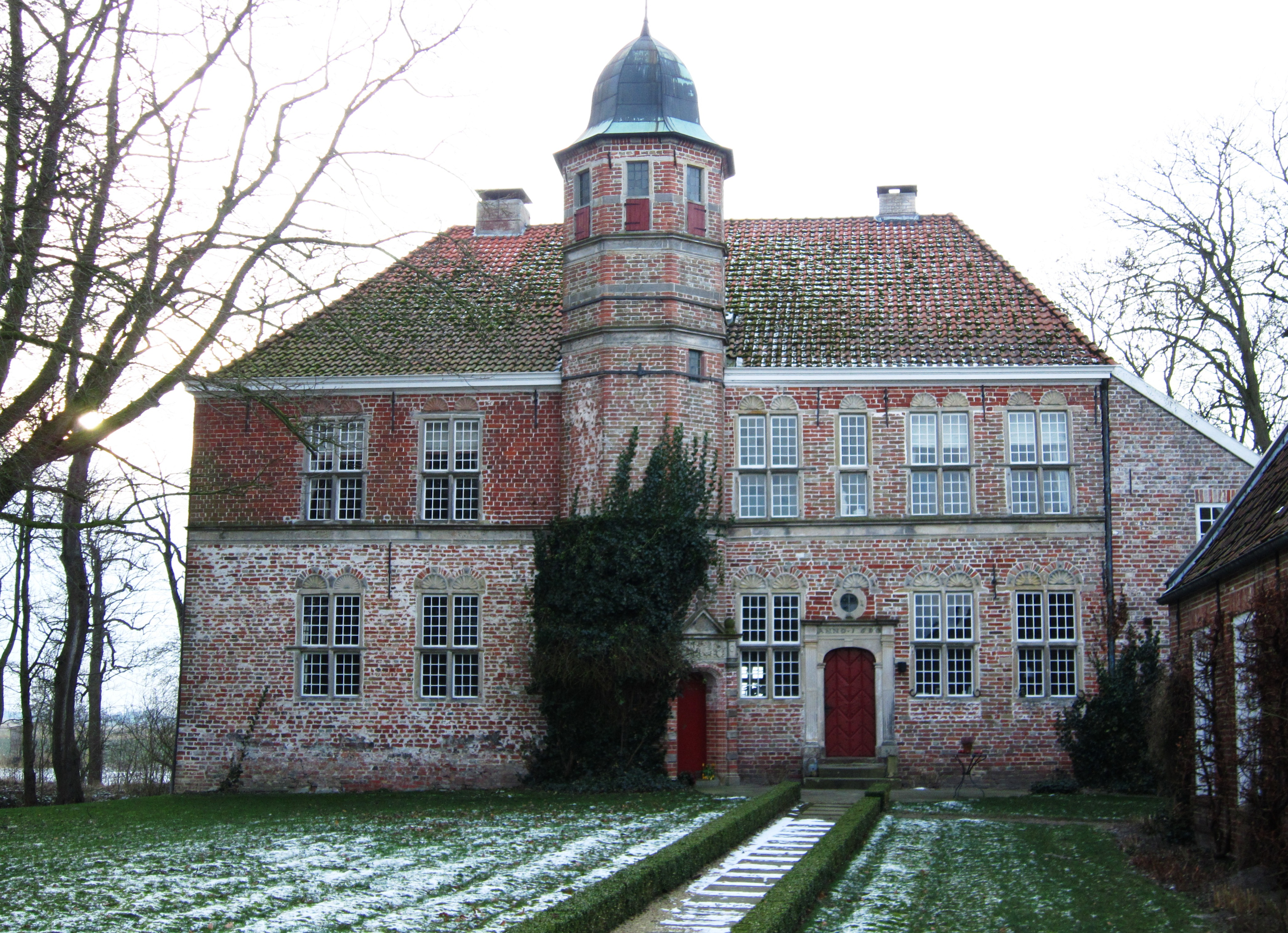
Burg Fischhausen

## Belangrijke personen in relatie tot de gemeente
- Johann Heinrich von Thünen (Hof Canarienhausen (bij Waddewarden), 24 juni 1783 - Tellow (in Warnkenhagen), 22 september 1850), Duits econoom
- Johann Ludwig [3] Tiarks FRS (* 10 mei 1789 in Waddewarden; † 1 mei 1837 in Jever), belangrijk Duits astronoom, lange tijd in Britse dienst, betrokken bij belangrijke metingen o.a. om lengtegraden vast te stellen, en om na de Vrede van Gent (1814), mede als adviseur van de hiervoor als arbiter aangestelde koning Willem I van Nederland de grens tussen Canada en de Verenigde Staten te bepalen
- Theodor Pekol (* 22 juni 1888 in Horumersiel; † 1 mei 1958 in Oldenburg), ondernemer, kort voor en ook na de Tweede Wereldoorlog actief als fabrikant van trolley- en gewone autobussen, en als exploitant van busdiensten in de regio Jever/Oldenburg/Wilhelmshaven

## Sport
- De gemeente is een van de belangrijkste plaatsen in Duitsland, waar de sport klootschieten wordt beoefend, zowel in de variant, die ook in Twente gebruikelijk is, als in de iets afwijkende, boßeln genaamde versie. In een aantal dorpen is de Boßelverein naast de vrijwillige brandweer de belangrijkste pijler van het verenigingsleven.
- Een aan de kust zeer populaire watersport is het kitesurfen.